# Elecciones municipales del Cuzco de 2018
Las elecciones municipales del Cusco de 2018 se llevaron a cabo el 7 de octubre de 2018 para elegir al alcalde y al Concejo Provincial del Cusco para el periodo 2019-2022. La elección se celebró simultáneamente con elecciones regionales y municipales (provinciales y distritales) en todo el Perú.
Como resultado de esta elección, Víctor Boluarte Medina, candidato del Movimiento Regional Tawantinsuyo, obtuvo el 19.68% de votos válidos y resultó electo como alcalde provincial del Cusco.

## Sistema electoral
La Municipalidad Provincial del Cusco es el órgano administrativo y de gobierno de la provincia del Cusco. Está compuesta por el alcalde y el Concejo Provincial.
La votación del alcalde y el concejo se realiza en base al sufragio universal, que comprende a todos los ciudadanos nacionales mayores de dieciocho años, empadronados y residentes en la provincia del Cusco y en pleno goce de sus derechos políticos, así como a los ciudadanos no nacionales residentes y empadronados en la provincia del Cusco. No hay reelección inmediata de alcaldes.
El Concejo Provincial del Cusco está compuesto por 11 regidores elegidos por sufragio directo para un período de cuatro (4) años, en forma conjunta con la elección del alcalde (quien lo preside). La votación es por lista cerrada y bloqueada. Se asigna a la lista ganadora los escaños según el método d'Hondt o la mitad más uno, lo que más le favorezca.

## Composición del Concejo Provincial del Cusco
La siguiente tabla muestra la composición del Concejo Provincial del Cusco antes de las elecciones.
| Partidos | Partidos                                      | Regidores |
| -------- | --------------------------------------------- | --------- |
|          | Kausachun Cusco                               | 8         |
|          | Somos Perú                                    | 3         |
|          | Movimiento Regional Acuerdo Popular Unificado | 1         |
|          | Movimiento Regional Inka Pachakuteq           | 1         |

## Partidos y candidatos
A continuación se muestra una lista de los principales partidos y alianzas electorales que participaron en las elecciones:
| Candidatura | Candidatura | Partidos y alianzas                                         | Candidato | Candidato                 | Ideología                                                          | Resultado previo | Resultado previo | Ref.  |
| Candidatura | Candidatura | Partidos y alianzas                                         | Candidato | Candidato                 | Ideología                                                          | Votos (%)        | Reg.             | Ref.  |
| ----------- | ----------- | ----------------------------------------------------------- | --------- | ------------------------- | ------------------------------------------------------------------ | ---------------- | ---------------- | ----- |
|             | SP          | Lista - Somos Perú (SP)                                     |           | Franklin Sotomayor Apaza  | Democracia cristiana Conservadurismo social                        | 25.63%           | 3                | [ 3 ] |
|             | APU         | Lista - Movimiento Regional Acuerdo Popular Unificado (APU) |           | Daniel Abarca Soto        | Regionalismo cusqueño                                              | 9.37%            | 1                | [ 3 ] |
|             | Inka        | Lista - Movimiento Regional Inka Pachakuteq (Inka)          |           | Raúl Salizar Saico        | Regionalismo cusqueño                                              | 7.02%            | 1                | [ 3 ] |
|             | MT          | Lista - Movimiento Regional Tawantinsuyo (MT)               |           | Víctor Boluarte Medina    | Regionalismo cusqueño                                              | 3.68%            | 0                | [ 3 ] |
|             | AP          | Lista - Acción Popular (AP)                                 |           | Aarón Medina Cervantes    | Partido atrapalotodo                                               | 3.63%            | 0                | [ 3 ] |
|             | RN          | Lista - Restauración Nacional (RN)                          |           | Jim Chevarria Montesinos  | Liberalismo económico Humanismo cristiano Evangelismo              | 3.50%            | 0                | [ 3 ] |
|             | FIA         | Lista - Fuerza Inka Amazónica (FIA)                         |           | Willy Cuzmar del Castillo | Regionalismo cusqueño                                              | 2.62%            | 0                | [ 3 ] |
|             | APP         | Lista - Alianza para el Progreso (APP)                      |           | Luis Pantoja Calvo        | Liberalismo económico Conservadurismo liberal Populismo de derecha | 2.61%            | 0                | [ 3 ] |
|             | JP          | Lista - Juntos por el Perú (JP)                             |           | Óscar Bravo Holguin       | Socialismo democrático Progresismo                                 | 2.06%            | 0                | [ 3 ] |
|             | AYLLU       | Lista - Autogobierno AYLLU (AYLLU)                          |           | Maritza Taboada Zapata    | Regionalismo cusqueño                                              | 1.39%            | 0                | [ 3 ] |
|             | PPC         | Lista - Partido Popular Cristiano (PPC)                     |           | Víctor Villa Zambrano     | Democracia cristiana Conservadurismo social Liberalismo económico  | 0.99%            | 0                | [ 3 ] |
|             | Frepap      | Lista - Frente Popular Agrícola del Perú (Frepap)           |           | Edison Zúñiga Huillca     | Israelismo Fundamentalismo cristiano Populismo                     | Nuevo            | Nuevo            | [ 3 ] |
|             | UPP         | Lista - Unión por el Perú (UPP)                             |           | Andmar Sicus Cahuana      | Etnocacerismo Nacionalismo de izquierda Ultranacionalismo          | Nuevo            | Nuevo            | [ 3 ] |
|             | DD          | Lista - Democracia Directa (DD)                             |           | José Vega Centeno         | Socialismo Nacionalismo de izquierda Ecologismo                    | Nuevo            | Nuevo            | [ 3 ] |
|             | FA          | Lista - Frente Amplio (FA)                                  |           | Willian Paño Chinchazo    | Socialismo Ecologismo Descentralización                            | Nuevo            | Nuevo            | [ 3 ] |
|             | PN          | Lista - Perú Nación (PN)                                    |           | Ricardo Yépez Valdez      | Conservadurismo social Democracia cristiana                        | Nuevo            | Nuevo            | [ 3 ] |
|             | PL          | Lista - Perú Libertario (PL)                                |           | Germán Mendoza Morales    | Socialismo del siglo XXI Marxismo-leninismo Mariateguismo          | Nuevo            | Nuevo            | [ 3 ] |
|             | AvP         | Lista - Avanza País (AvP)                                   |           | Arizon Laura Alata        | Conservadurismo liberal Liberalismo clásico                        | Nuevo            | Nuevo            | [ 3 ] |
|             | MER         | Lista - Movimiento Etnocacerista Regional del Cusco (MER)   |           | Delfin Quispe Ccalla      | Regionalismo cusqueño Etnocacerismo                                | Nuevo            | Nuevo            | [ 3 ] |
|             | AGRO        | Lista - Movimiento Regional AGRO (AGRO)                     |           | Iván Hurtado Villafuerte  | Regionalismo cusqueño                                              | Nuevo            | Nuevo            | [ 3 ] |

## Sondeos de opinión
Las siguientes tablas enumeran las estimaciones de la intención de voto en orden cronológico inverso, mostrando las más recientes primero y utilizando las fechas en las que se realizó el trabajo de campo de la encuesta. Cuando se desconocen las fechas del trabajo de campo, se proporciona la fecha de publicación.
Leyenda:
     Sondeo realizado en el periodo de prohibición legal de la difusión de sondeos de intención de voto.

### Intención de voto
La siguiente tabla enumera las estimaciones ponderadas (sin incluir votos en blanco y nulos) de la intención de voto.
| Encuestadora/Medio             | Fecha          | Muestra | Víctor Boluarte | Luis Pantoja | Jim Chevarria | Willy Cuzmar | Raúl Salizar | Aarón Medina | Franklin Sotomay. | Dif. |  |  |  |  |
| ------------------------------ | -------------- | ------- | --------------- | ------------ | ------------- | ------------ | ------------ | ------------ | ----------------- | ---- |  |  |  |  |
| Encuestadora/Medio             | Fecha          | Muestra |                 |              |               |              |              |              |                   |      |  |  |  |  |
| Elecciones municipales de 2018 | 7 oct 2018     | —       | 19.7            | 16.6         | 7.9           | 7.7          | 6.8          | 6.7          | 5.6               | 3.1  |  |  |  |  |
|                                |                |         |                 |              |               |              |              |              |                   |      |  |  |  |  |
| Ipsos Perú/América             | 7 oct 2018     | ?       | 20.9            | 12.5         | 9.8           | –            | 9.9          | –            | –                 | 8.4  |  |  |  |  |
| Ipsos Perú/América             | 7 oct 2018     | ?       | 17.6            | 15.0         | –             | –            | –            | 13.3         | –                 | 2.6  |  |  |  |  |
| César Carranza                 | 27–29 sep 2018 | 2100    | 19.8            | 14.4         | 4.7           | 12.2         | 6.1          | 6.4          | 7.1               | 5.4  |  |  |  |  |
| ICOP Perú                      | 20–28 sep 2018 | ?       | 18.3            | 18.3         | 6.3           | 15.6         | 2.2          | 9.0          | 8.1               | —    |  |  |  |  |
| César Carranza                 | 13–15 sep 2018 | 2500    | 13.6            | 11.2         | 3.3           | 13.0         | 8.7          | 3.7          | 11.8              | 0.6  |  |  |  |  |
| ICOP Perú                      | 4–14 sep 2018  | ?       | 17.8            | 17.2         | 7.9           | 15.8         | 2.3          | 9.7          | 5.1               | 0.6  |  |  |  |  |
| César Carranza                 | 16–18 ago 2018 | 1908    | 15.9            | 11.8         | 5.1           | 12.0         | 7.4          | 6.9          | 14.9              | 1.0  |  |  |  |  |
| ICOP Perú                      | 13–17 ago 2018 | ?       | 18.7            | 15.4         | 6.9           | 9.8          | 7.7          | 7.4          | 13.6              | 3.3  |  |  |  |  |
| César Carranza                 | 20–21 jul 2018 | 1908    | 16.5            | 11.7         | 1.6           | 9.8          | 7.7          | 7.4          | 13.6              | 2.9  |  |  |  |  |
| ICOP Perú                      | 2–7 jul 2018   | 1525    | 17.1            | 15.3         | 5.9           | 13.2         | 2.4          | 1.1          | 1.7               | 1.8  |  |  |  |  |
| ICOP Perú                      | 7–27 abr 2018  | 1525    | 19.4            | 18.6         | 10.8          | 13.2         | 4.6          | 1.3          | –                 | 0.8  |  |  |  |  |

### Preferencias de voto
La siguiente tabla enumera las preferencias de voto en bruto (incluyendo blancos, viciados y sin respuesta) y no ponderadas.
| Encuestadora/Medio             | Fecha          | Muestra | Víctor Boluarte | Luis Pantoja | Jim Chevarria | Willy Cuzmar | Raúl Salizar | Aarón Medina | Franklin Sotomay. | B/V  | NS/NO | Dif. |  |  |  |
| ------------------------------ | -------------- | ------- | --------------- | ------------ | ------------- | ------------ | ------------ | ------------ | ----------------- | ---- | ----- | ---- |  |  |  |
| Encuestadora/Medio             | Fecha          | Muestra |                 |              |               |              |              |              |                   |      |       |      |  |  |  |
| Elecciones municipales de 2018 | 7 oct 2018     | —       | 15.0            | 12.7         | 6.0           | 5.8          | 5.2          | 5.1          | 4.3               | 23.7 | –     | 2.3  |  |  |  |
|                                |                |         |                 |              |               |              |              |              |                   |      |       |      |  |  |  |
| César Carranza                 | 27–29 sep 2018 | 2100    | 13.1            | 9.6          | 3.1           | 8.1          | 4.0          | 4.2          | 4.7               | 33.6 | –     | 3.5  |  |  |  |
| ICOP Perú                      | 20–28 sep 2018 | ?       | 15.2            | 15.2         | 5.2           | 13.0         | 1.8          | 7.5          | 6.7               | –    | 16.8  | —    |  |  |  |
| César Carranza                 | 13–15 sep 2018 | 2500    | 8.9             | 7.4          | 2.2           | 8.6          | 5.8          | 2.4          | 7.8               | 34.0 | –     | 0.3  |  |  |  |
| ICOP Perú                      | 4–14 sep 2018  | ?       | 14.8            | 14.3         | 6.6           | 13.1         | 1.9          | 8.1          | 4.2               | –    | 16.9  | 0.5  |  |  |  |
| César Carranza                 | 16–18 ago 2018 | 1908    | 8.8             | 6.5          | 2.8           | 6.6          | 4.1          | 3.8          | 8.2               | 22.2 | 22.6  | 0.6  |  |  |  |
| ICOP Perú                      | 13–17 ago 2018 | ?       | 10.1            | 8.3          | 3.7           | 5.3          | 3.4          | 2.9          | 2.4               | –    | 46.1  | 1.8  |  |  |  |
| César Carranza                 | 20–21 jul 2018 | 1908    | 6.2             | 4.4          | 0.6           | 3.7          | 2.9          | 2.8          | 5.1               | 36.1 | 26.3  | 1.1  |  |  |  |
| ICOP Perú                      | 2–7 jul 2018   | 1525    | 12.8            | 11.5         | 4.4           | 9.9          | 1.8          | 0.8          | 1.3               | –    | 25.0  | 1.3  |  |  |  |
| CISO                           | 1–25 jun 2018  | ?       | 11              | 1            | 2             | 3            | 1            | 2            | 1                 | –    | 64    | 8    |  |  |  |
| ICOP Perú                      | 7–27 abr 2018  | 1525    | 12.2            | 11.7         | 6.8           | 8.3          | 2.9          | 0.8          | –                 | –    | 37.0  | 0.5  |  |  |  |

## Resultados

### Sumario general
| |                                                     |              |              |              |           |           |
| Partidos y coaliciones                                                                                      | Partidos y coaliciones                              | Voto popular | Voto popular | Voto popular | Regidores | Regidores |
| Partidos y coaliciones                                                                                      | Partidos y coaliciones                              | Votos        | %            | +/−          | Total     | +/−       |
| | Movimiento Regional Tawantinsuyo (MT)               | 40,821       | 19.68        | +16.00       | 8         | +8        |
| | Alianza para el Progreso (APP)                      | 34,527       | 16.65        | +14.04       | 2         | +2        |
| | Restauración Nacional (RN)                          | 16,361       | 7.89         | n/a          | 1         | +1        |
| | Fuerza Inka Amazónica (FIA)                         | 15,867       | 7.65         | +5.03        | 1         | +1        |
| | Movimiento Regional Inka Pachakuteq (Inka)          | 14,039       | 6.77         | –0.25        | 1         | ±0        |
| | Acción Popular (AP)                                 | 13,948       | 6.73         | +3.10        | 0         | ±0        |
| | Somos Perú (SP)                                     | 11,624       | 5.61         | –20.02       | 0         | –3        |
| | Frente Amplio (FA)                                  | 9,415        | 4.54         | Nuevo        | 0         | ±0        |
| | Democracia Directa (DD)                             | 9,053        | 4.37         | Nuevo        | 0         | ±0        |
| | Unión por el Perú (UPP)                             | 8,946        | 4.31         | n/a          | 0         | ±0        |
| | Movimiento Etnocacerista Regional del Cusco (MER)   | 5,930        | 2.86         | Nuevo        | 0         | ±0        |
| | Perú Libertario (PL)                                | 4,715        | 2.27         | Nuevo        | 0         | ±0        |
| | Frente Popular Agrícola del Perú (Frepap)           | 4,663        | 2.25         | n/a          | 0         | ±0        |
| | Autogobierno AYLLU (AYLLU)                          | 4,301        | 2.07         | +0.68        | 0         | ±0        |
| | Movimiento Regional AGRO (AGRO)                     | 3,740        | 1.80         | Nuevo        | 0         | ±0        |
| | Juntos por el Perú (JP)1                            | 2,434        | 1.17         | –0.89        | 0         | ±0        |
| | Movimiento Regional Acuerdo Popular Unificado (APU) | 2,386        | 1.15         | –8.22        | 0         | –1        |
| | Partido Popular Cristiano (PPC)                     | 2,047        | 0.99         | ±0.00        | 0         | ±0        |
| | Perú Nación (PN)                                    | 1,432        | 0.69         | Nuevo        | 0         | ±0        |
| | Avanza País (AvP)                                   | 1,127        | 0.54         | n/a          | 0         | ±0        |
| |                                                     |              |              |              |           |           |
| Total | Total                                               | 207,376      |              |              | 13        | ±0        |
| |                                                     |              |              |              |           |           |
| Votos válidos                                                                                               | Votos válidos                                       | 207,376      | 76.30        | –7.83        |           |           |
| Votos en blanco                                                                                             | Votos en blanco                                     | 18,422       | 6.78         | –0.01        |           |           |
| Votos nulos                                                                                                 | Votos nulos                                         | 45,997       | 16.92        | +7.84        |           |           |
| Votos emitidos                                                                                              | Votos emitidos                                      | 271,795      | 81.20        | –3.20        |           |           |
| Abstenciones                                                                                                | Abstenciones                                        | 62,934       | 18.80        | +3.20        |           |           |
| Votantes registrados                                                                                        | Votantes registrados                                | 334,729      |              |              |           |           |
| |                                                     |              |              |              |           |           |
| Fuente: |                                                     |              |              |              |           |           |
| Notas al pie: 1 Comparado con los resultados del Partido Humanista Peruano (PHP) en las elecciones de 2014. |                                                     |              |              |              |           |           |
| Notas al pie:                                                                                               |                                                     |              |              |              |           |           |
| 1 Comparado con los resultados del Partido Humanista Peruano (PHP) en las elecciones de 2014.               |                                                     |              |              |              |           |           |

### Concejo Provincial del Cusco
| Cargo                         | Autoridad electa             | Partido político | Partido político                    |
| ----------------------------- | ---------------------------- | ---------------- | ----------------------------------- |
| Alcalde Provincial del Cusco  | Víctor Boluarte Medina       |                  | Movimiento Regional Tawantinsuyo    |
| Regidor Provincial del Cusco  | Miguel Tinajeros Arteta      |                  | Movimiento Regional Tawantinsuyo    |
| Regidor Provincial del Cusco  | Freddy Orosco Cusihuaman     |                  | Movimiento Regional Tawantinsuyo    |
| Regidora Provincial del Cusco | Romi Infantas Soto           |                  | Movimiento Regional Tawantinsuyo    |
| Regidor Provincial del Cusco  | Marco Marroquín Muñiz        |                  | Movimiento Regional Tawantinsuyo    |
| Regidora Provincial del Cusco | Rutbelia Huamaní Ochoa       |                  | Movimiento Regional Tawantinsuyo    |
| Regidor Provincial del Cusco  | Jafet Cervantes Mansilla     |                  | Movimiento Regional Tawantinsuyo    |
| Regidor Provincial del Cusco  | Edson Salas Fortón           |                  | Movimiento Regional Tawantinsuyo    |
| Regidor Provincial del Cusco  | Ricardo Valderrama Fernández |                  | Movimiento Regional Tawantinsuyo    |
| Regidor Provincial del Cusco  | Katia Revollar Flórez        |                  | Alianza para el Progreso            |
| Regidor Provincial del Cusco  | María Rozas Cáceres          |                  | Alianza para el Progreso            |
| Regidor Provincial del Cusco  | Miguel Cabrera Quiñonez      |                  | Restauración Nacional               |
| Regidora Provincial del Cusco | Tania Cardeña Zúñiga         |                  | Fuerza Inka Amazónica               |
| Regidor Provincial del Cusco  | Ricardo Almanza Quiñones     |                  | Movimiento Regional Inka Pachakuteq |

## Elecciones municipales distritales

### Sumario general
|                      | Movimiento Regional Tawantinsuyo (MT)               | 28,204  | 19.30 | +8.65  | 2 | +2 |  |  |
|                      | Alianza para el Progreso (APP)                      | 16,586  | 11.35 | +8.24  | 0 | ±0 |  |  |
|                      | Somos Perú (SP)                                     | 16,361  | 11.20 | –10.33 | 2 | +1 |  |  |
|                      | Acción Popular (AP)                                 | 11,954  | 8.18  | +5.03  | 0 | ±0 |  |  |
|                      | Frente Amplio (FA)                                  | 10,822  | 7.41  | Nuevo  | 0 | ±0 |  |  |
|                      | Fuerza Inka Amazónica (FIA)                         | 10,597  | 7.25  | +5.64  | 1 | +1 |  |  |
|                      | Democracia Directa (DD)                             | 8,531   | 5.84  | Nuevo  | 0 | ±0 |  |  |
|                      | Restauración Nacional (RN)                          | 8,304   | 5.68  | n/a    | 0 | ±0 |  |  |
|                      | Unión por el Perú (UPP)                             | 7,559   | 5.17  | n/a    | 0 | ±0 |  |  |
|                      | Todos por el Perú (TPP)                             | 6,442   | 4.41  | Nuevo  | 0 | ±0 |  |  |
|                      | Movimiento Regional Inka Pachakuteq (Inka)          | 6,178   | 4.23  | +1.84  | 1 | ±0 |  |  |
|                      | Juntos por el Perú (JP)                             | 4,218   | 2.89  | +1.41  | 0 | ±0 |  |  |
|                      | Autogobierno AYLLU (AYLLU)                          | 2,788   | 1.91  | +0.53  | 0 | ±0 |  |  |
|                      | Movimiento Regional Acuerdo Popular Unificado (APU) | 2,434   | 1.67  | –14.23 | 0 | –1 |  |  |
|                      | Partido Popular Cristiano (PPC)                     | 1,656   | 1.13  | –0.17  | 0 | ±0 |  |  |
|                      | Movimiento Etnocacerista Regional del Cusco (MER)   | 1,369   | 0.94  | Nuevo  | 0 | ±0 |  |  |
|                      | Avanza País (AvP)                                   | 1,038   | 0.71  | n/a    | 0 | ±0 |  |  |
|                      | Perú Libertario (PL)                                | 777     | 0.53  | Nuevo  | 1 | +1 |  |  |
|                      | Perú Patria Segura (PPS)                            | 228     | 0.16  | Nuevo  | 0 | ±0 |  |  |
|                      | Siempre Unidos (SU)                                 | 77      | 0.05  | –6.77  | 0 | –1 |  |  |
|                      |                                                     |         |       |        |   |    |  |  |
| Total                | Total                                               | 146,123 |       |        | 7 | ±0 |  |  |
|                      |                                                     |         |       |        |   |    |  |  |
| Votos válidos        | Votos válidos                                       | 146,123 | 74.75 | –9.71  |   |    |  |  |
| Votos en blanco      | Votos en blanco                                     | 19,051  | 9.75  | +2.75  |   |    |  |  |
| Votos nulos          | Votos nulos                                         | 30,301  | 15.50 | +6.96  |   |    |  |  |
| Votos emitidos       | Votos emitidos                                      | 195,475 | 81.49 | –3.33  |   |    |  |  |
| Abstenciones         | Abstenciones                                        | 44,415  | 18.51 | +3.33  |   |    |  |  |
| Votantes registrados | Votantes registrados                                | 239,890 |       |        |   |    |  |  |
|                      |                                                     |         |       |        |   |    |  |  |
| Fuente:              |                                                     |         |       |        |   |    |  |  |

### Resultados por distrito
La siguiente tabla enumera el control de los distritos de la provincia de Cusco. El cambio de mando de una organización política se resalta del color de ese partido.
| Distrito      | Alcalde(sa) titular       | Partido político | Partido político          | Alcalde(sa) electo(a)    | Partido político | Partido político      |
| ------------- | ------------------------- | ---------------- | ------------------------- | ------------------------ | ---------------- | --------------------- |
| Ccorca        | David Quispe Orozco       |                  | Tierra y Libertad         | Wilber Huamán Cconcha    |                  | Inka Pachakuteq       |
| Poroy         | Edwin Sucno Dávalos       |                  | Inka Pachakuteq           | Francisco Toccas Quispe  |                  | Somos Perú            |
| San Jerónimo  | Ruth Garzón Vallenas      |                  | Siempre Unidos            | Albert Arenas Yabar      |                  | Fuerza Inka Amazónica |
| San Sebastián | Andmar Sicus Cahuana      |                  | Acuerdo Popular Unificado | Mario Loaiza Moriano     |                  | Somos Perú            |
| Santiago      | Franklin Sotomayor Apaza  |                  | Somos Perú                | Fermín García Fuentes    |                  | Tawantinsuyo          |
| Saylla        | Delfín Quispe Ccalla      |                  | Kausachun Cusco           | Rodolfo Kcana Huamán     |                  | Perú Libertario       |
| Wanchaq       | Willy Cuzmar del Castillo |                  | Reconstruyamos Wanchaq    | David Mormontoy Gonzales |                  | Tawantinsuyo          |